# Team Jayco AlUla (vrouwenwielerploeg)/2023

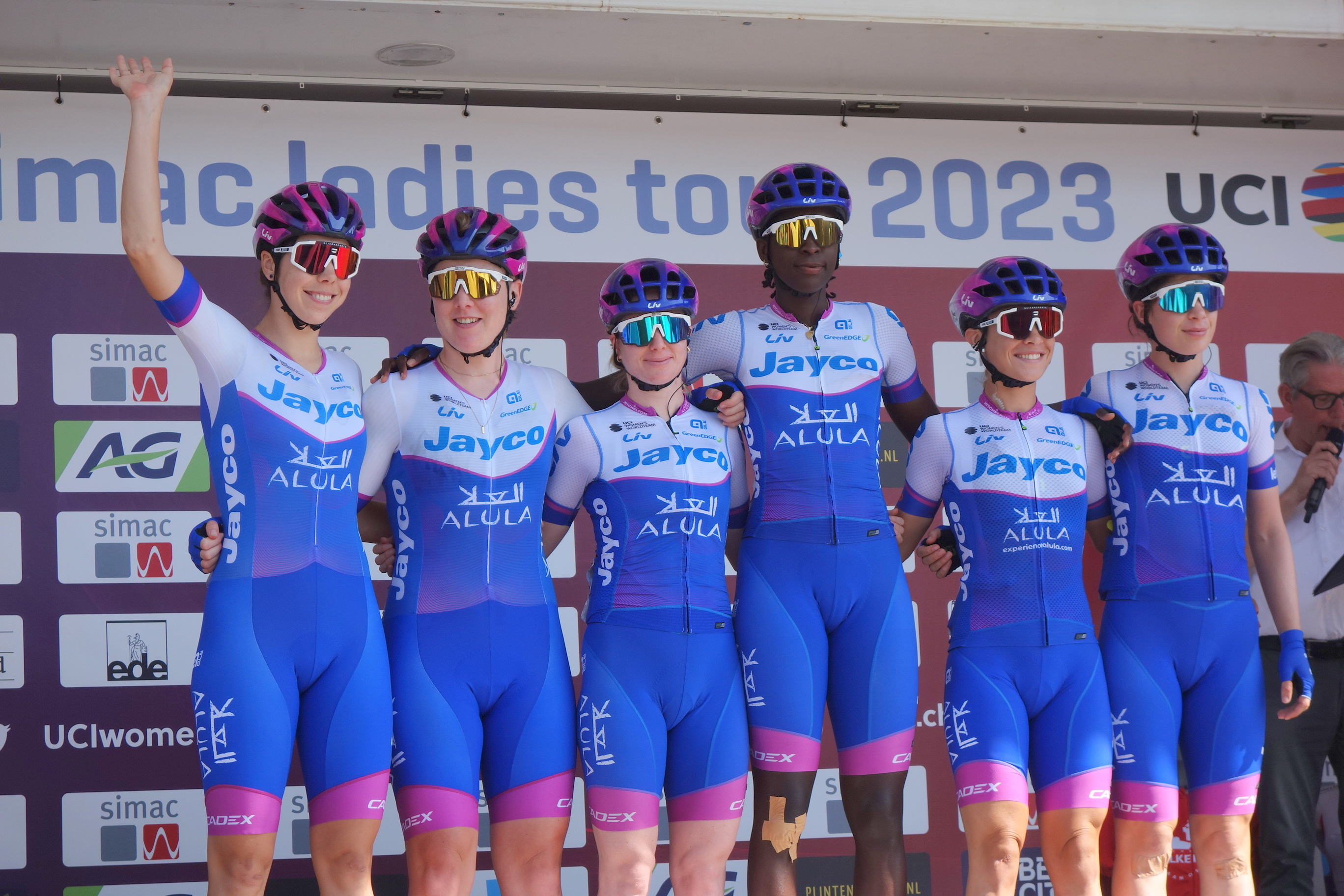
De ploeg in de Simac Ladies Tour 2023.

Deze pagina geeft een overzicht van de vrouwenwielerploeg Team Jayco AlUla in 2023.

## Algemeen
- Algemeen manager: Brent Copeland
- Teammanager: Matthew White
- Ploegleiders: Megan Chard, Shawn Clarke, Martin Vestby
- Fietsmerk: Bianchi

## Renners

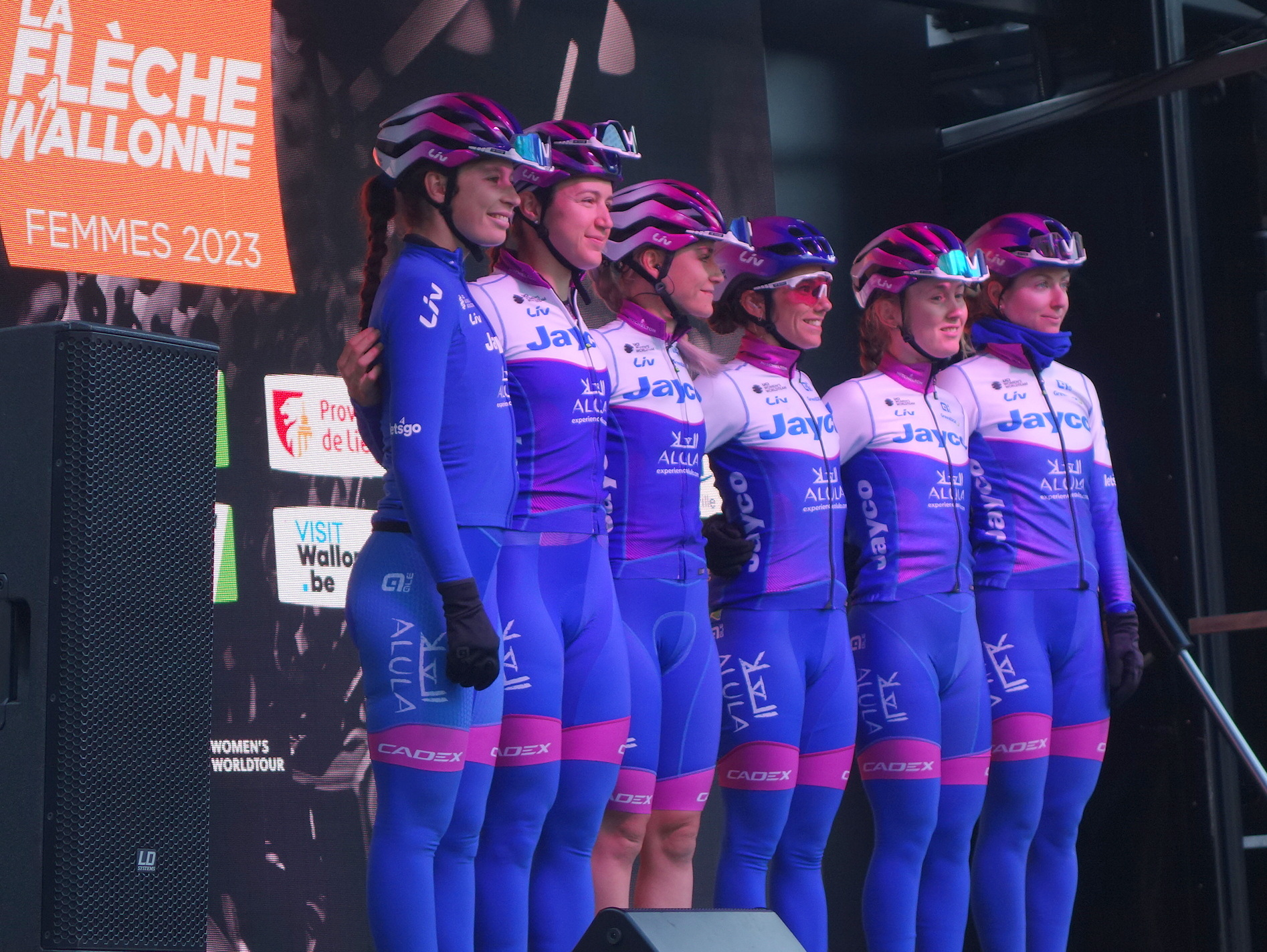
De ploeg in de Waalse Pijl 2023.

| Naam                | Geboortedatum | Nationaliteit      | Ploeg 2022                 |
| ------------------- | ------------- | ------------------ | -------------------------- |
| Jessica Allen       | 17-04-1993    | Australië          |                            |
| Georgia Baker       | 21-09-1994    | Australië          |                            |
| Teniel Campbell     | 23-11-1997    | Trinidad en Tobago |                            |
| Kristen Faulkner    | 18-12-1992    | Verenigde Staten   |                            |
| Ingvild Gåskjenn    | 01-07-1998    | Noorwegen          | Team Coop - Hitec Products |
| Georgie Howe        | 03-03-1994    | Australië          | -                          |
| Nina Kessler        | 04-07-1988    | Nederland          |                            |
| Alexandra Manly     | 28-02-1996    | Australië          |                            |
| Amber Pate          | 21-04-1995    | Australië          | -                          |
| Letizia Paternoster | 22-07-1999    | Italië             | Trek-Segafredo             |
| Alyssa Polites      | 02-02-2003    | Australië          | -                          |
| Ruby Roseman-Gannon | 08-11-1998    | Australië          |                            |
| Ane Santesteban     | 12-12-1990    | Spanje             |                            |
| Chelsie Wei Shi Tan | 17-01-1990    | Singapore          |                            |
| Urška Žigart        | 04-12-1996    | Slovenië           |                            |

### Vertrokken
| Naam             | Geboortedatum | Nationaliteit | Ploeg 2023                |
| ---------------- | ------------- | ------------- | ------------------------- |
| Arianna Fidanza  | 06-01-1995    | Italië        | Ceratizit-WNT Pro Cycling |
| Amanda Spratt    | 17-09-1987    | Australië     | Trek-Segafredo            |
| Georgia Williams | 25-08-1993    | Nieuw-Zeeland | EF Education-TIBCO-SVB    |

## Overwinningen
| Nationale kampioenschappen wielrennen Slovenië - tijdrit: Urška Žigart Tour Down Under 2e etappe: Alexandra Manly |

Mannen: 2012 · 2013 · 2014 · 2015 · 2016 · 2017 · 2018 · 2019 · 2020 · 2021 · 2022 · 2023 · 2024  · 2025
Vrouwen: 2012 · 2013 · 2014 · 2015 · 2016 · 2017 · 2018 · 2019 · 2020 · 2021 · 2022 · 2023 · 2024 · 2025
Canyon-SRAM · DSM · EF Education-TIBCO-SVB · FDJ-SUEZ · Fenix-Deceuninck · Human Powered Health · Israel Premier Tech Roland · Jayco AlUla · Jumbo-Visma · Liv Racing TeqFind · Movistar · SD Worx · Trek-Segafredo · UAE Team ADQ · Uno-X